# Hvidt sukker
Hvidt sukker, også kaldet bordsukker eller granuleret sukker, er en almindelige type af sukker, raffineret fra enten sukkerroer eller sukkerrør. Det er næsten rent sukrose.

## Beskrivelse
Raffineringsprocessen fjerne melassen heldt fra sukkerrørssaft eller sukkerroesaft og giver disakkarid hvidt sukker, sukrose. Det har en høj renhed på over 99,7%. Molekyleformlen er C12H22O11. Hvidt sukker produceret fra sukkerrør eller sukkerroer er kemisk ens, det er dog muligt at identificere oprindelsen ved kulstof-13-analyse.
Hvidt sukker (og nogle typer farin) produceret fra sukkerrør kan rafineres ved brug af benkul, hvilket sker på enkelt sukkerraffinaderier. Sukker fra sukkerroer har aldrig været produceret ved brug af benkul.
Fra et kemisk og næringsmæssigt synspunkt har hvidt sukker ingen mineraler som (calcium, kalium, jern og magnesium), der findes i melasse i mindre mængder. Forskellen på hvidt og brunt sukker er derfor primært farven og en mindre intens smag i hvidt sukker.